# リダクテッド 真実の価値
『リダクテッド 真実の価値』（リダクテッド しんじつのかち、Redacted）は、イラク戦争のマフムーディーヤ虐殺事件を題材にして2007年に製作されたアメリカ合衆国の戦争映画。
2007年の第64回ヴェネツィア国際映画祭で銀獅子賞を受賞。

## ストーリー
イラクで実際に起きた事件を基に作られたモキュメンタリー作品。

## スタッフ
- 監督：ブライアン・デ・パルマ
- 製作総指揮：トッド・ワグナー、マーク・キューバン
- 撮影：ジョナサン・クリフ
- 編集：ビル・パンコー
- 脚本：ブライアン・デ・パルマ

## キャスト
- パトリック・キャロル
- ロブ・ドゥヴェニー
- イジー・ディアス
- マイク・フィゲロア
- タイ・ジョーンズ
- ケル・オニール
- ダニエル・スチュワート・シャーマン

## 評価
保守派として知られるFOXニュースは、この映画のアメリカの恥部をえぐり出すような内容に対して強く反発し、上映禁止を呼びかけた。映画評論家の町山智浩は「バランスを欠いて、映画としてつまらないし、誇張されている」と酷評した。一方で、ビデオジャーナリストの土井敏邦は、「フセイン政権崩壊直後は米軍を歓迎していたイラク人に反発が広がった理由を生々しく描いていた」と高く評価した。なお、監督のブライアン・デ・パルマは、2007年第64回ヴェネツィア映画祭銀獅子賞最優秀監督賞を受賞している。